# Pseudopostega tucumanae
Pseudopostega tucumanae là một loài bướm đêm thuộc họ Opostegidae. Nó là loài duy nhất được tìm thấy ở province của Tucuman, ở miền bắc Argentina ở độ cao 800 mét.
Chiều dài cánh trước là 3.1–4 mm. Adults are mostly white. Con trưởng thành bay vào tháng 12 và tháng 2.